# 日本料理
日本料理（日语：／ Nihon ryōri、Nippon ryōri），指的是一種在日本獨有的氣候風土上發展起來的社會型料理，為了與日本洋食作區分也可稱之為和食（日语：／ Washoku），特點是利用食物的原味，重視春夏秋冬的變化與季節感。
日本的農林水產品和食品出口自2013年以來呈現穩步增長，從2012年的4497億日元爆增至2016年的7502億日元，成長長1.7倍；到2017年年底突破8000億日元的水平。日本政府特別設置了農林水產省以促進日本食品的外銷，設定了每年需要達到1萬億日元的目標，並將外國的日本料理餐廳、日本料理食譜一一做出嚴格的定義，方便外國人模倣學習。此外，日本現在將日本料理和和食作為一種傳統文化來保護。
從2011年開始，日本東京成為擁有米其林三星數量最多的城市，而日本國也是全球獲得米其林三星數量最多的國家；在2013年，日本料理以“和食”的稱謂成為聯合國教科文組織認定的世界非物質文化遺產。

## 定義

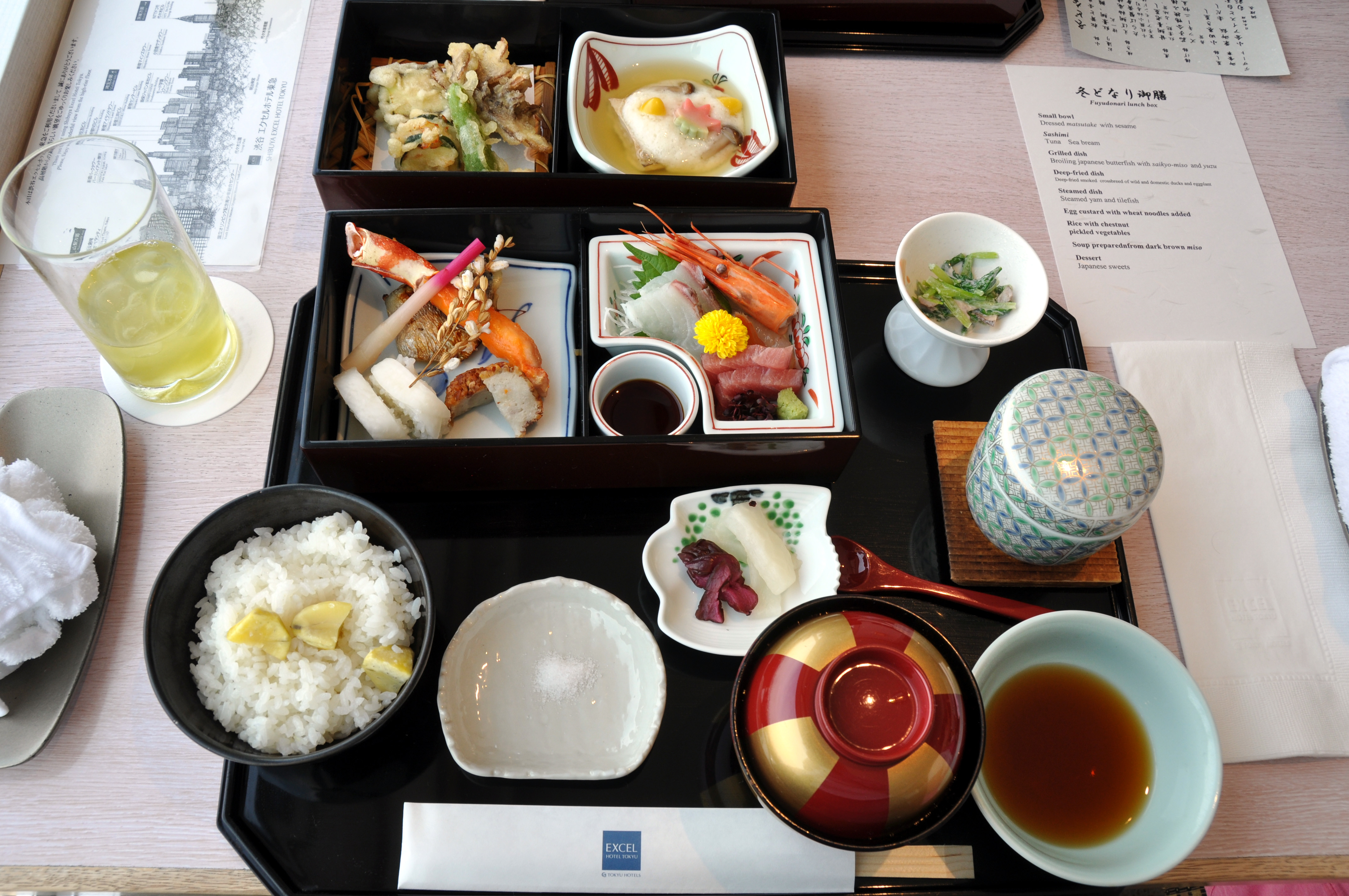
帶有明顯日本特色的定食。由茶碗蒸、汁物、惣菜、漬物組成，營養均衡的排列在同一個方盒之中。

雖然日本古代也有許多料理，但現代風格的日本料理是在19世紀的江戶時代～明治时代間才定型完成的，出現的時間其實相當晚。
- 從廣義上講，日本料理包括所有起源於日本的飲食文化，包括和食和洋食、日系改良的中華料理（天津飯、拉麵、煎餃等）。
- 從狹義上講，日本料理專指日本飲食文化中那批以精進料理和懷石料理為基礎發展而來的菜，它們的特點是口味清淡、顏色五彩繽紛、並且注重umami(うまみ)這種鮮味。具體例如日本新年時吃御節料理、彼岸祭時吃的牡丹餅、月見和花見時吃的糰子串、冬至時吃的南瓜等料理[13]。

## 名稱

### 中文譯名
「日本料理」在日语中可解作“日本式烹饪、日本式飲食、日本式菜餚”等意思，在中文裏，因為日文的“料理”一詞等同於中國的“菜”，所以也可用“日本菜”表示。
“和食”一詞與“日本料理”的定義不同。在日本，“日本料理”與“和食”是同一個意思，但在除了日本以外的地方，“洋食”也能算是日本料理的一部份。所谓洋食就是例如日式蛋包飯、日式咖喱、日式炸豬排、日本拉麵这种經過日本人改造的外國食物，这些日式外国菜就不宜稱為“和食”。
在中国大陆，日本料理还可以简化的称为“日料”或“日餐”。

### 料理的概念

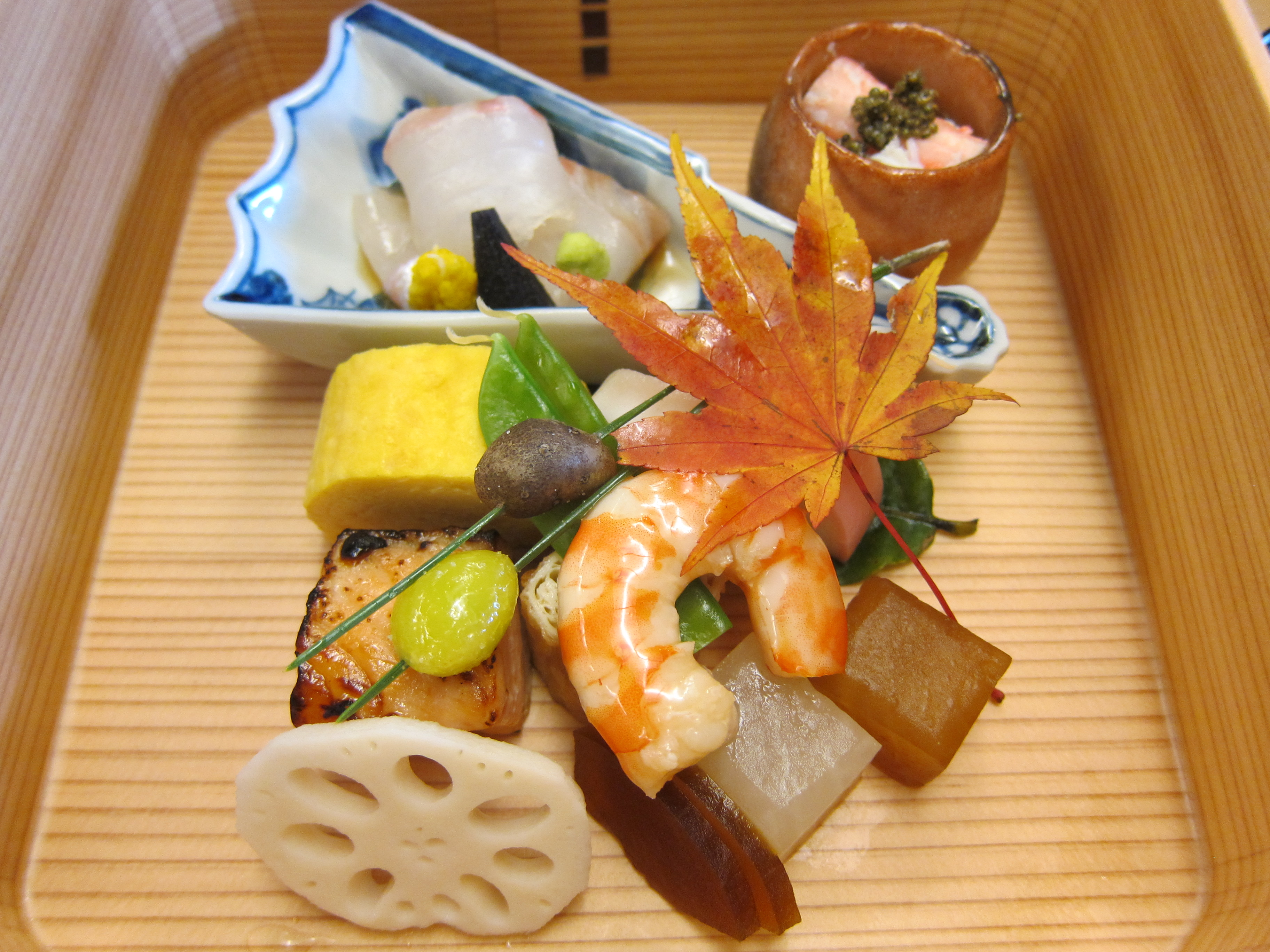
典型的日本料理：懐石料理。活用食材本来的美，展現出日本獨特的美感與季節感。

日文裏“料理”一詞其實是“烹飪、菜色、飲食文化”等做菜方面的詞彙之總稱，它的含義通常指“在家庭、餐廳或工廠廚房中製作出來的，把食品加工到可以吃的最後階段”。現代日本食品工廠所做的脫粒稻米、小麥麵包、豆腐和魚糕等工業食品也可被稱為“料理”。
根據地區、時代和群體的不同，做菜、廚房、餐點等概念本來就會隨之發生改變，因此日本人用“料理”這個方便的名詞來指代一切與食物相關的事物。在原始時代，料理的多寡意味著一個家庭的幸福程度和一個國家的真實國力，日本古墳時代的人就會精確測量倉庫中大米的數量，並且分類出哪些米是用來吃的，哪些米是用來當種子的。另外考古學發現，日本種的北京猿人的懂得利用火來烤動物的骨頭，以及宮崎縣甲島的一群日本獼猴懂得用海水清洗乾淨紅薯後再食用，這種原始層次的行為在日文裏也都能算作是“料理”。
料理的概念也會因為語言和國家而意思迥異。在中文裏，料理一般指“菜餚”和“烹飪”。在英語裏，料理有“cooking、dish、meal”等詞，cooking代表炒菜加熱，meal代表早餐晚餐的“餐”，dish代表放在盤子裡的菜。在法文裏，料理可對應“cuisine”，指的是廚房、廚具以及烹飪。

### 料理的詞源
日本漢字中的“料理”和中文漢字的原意完全不同，它們分別是：
- “料”是“米+斗”的結合，是象形字，描繪了“用一个叫斗的木製勺子挖起白米粒”的畫面。這代表了日本古代的料理形式就是如此單純，而且很早進入了以白米飯為主食的階段。
- “理”是“玉+里”的結合，這裡的部首“王”並不是國王的王，而是“玉”字的簡寫，代表佛教中的摩旎寶珠；而“里”是表音，在日語中的意思是“山裡的村子”。日本到了平安時代才在文獻上出現“料理”一詞，因為平安時代的貴族篤信佛教，所以賦予“料理”新的含義，象徵“對待料理的態度就要像山村人對待佛教寶珠一樣，願意打磨寶珠到發光[2][17]”。

根據《世界大百科全書》記載，原始日本人主要吃大米和魚，很少使用動物的肉和油，蔬菜的比例則則適中。在平安時代前期，日本人開始使用椅子、圓桌、陶瓷調羹等帶有中國文化印記的餐具，但到了平安時代中期，隨著日本人不斷創造出屬於自己的獨立日式風格，中國式的餐具就在日本迅速消失了。在鎌倉時代和室町時代，融入了來自葡萄牙的天婦羅等從西方來的食品，加上日本本身的出汁(日式高湯)已經有了很高的水準。於是，“兩湯五菜”的御持成料理成為武士階層的標準菜。日本的普通家庭也可以用武士的菜來招待貴賓，但普通人的家常菜只有“一湯三菜”。此後，日本料理以這些文化為基礎，不斷升級，最終在19世紀的江戶時代後半葉完成日本料理體系。

### 和食的詞源

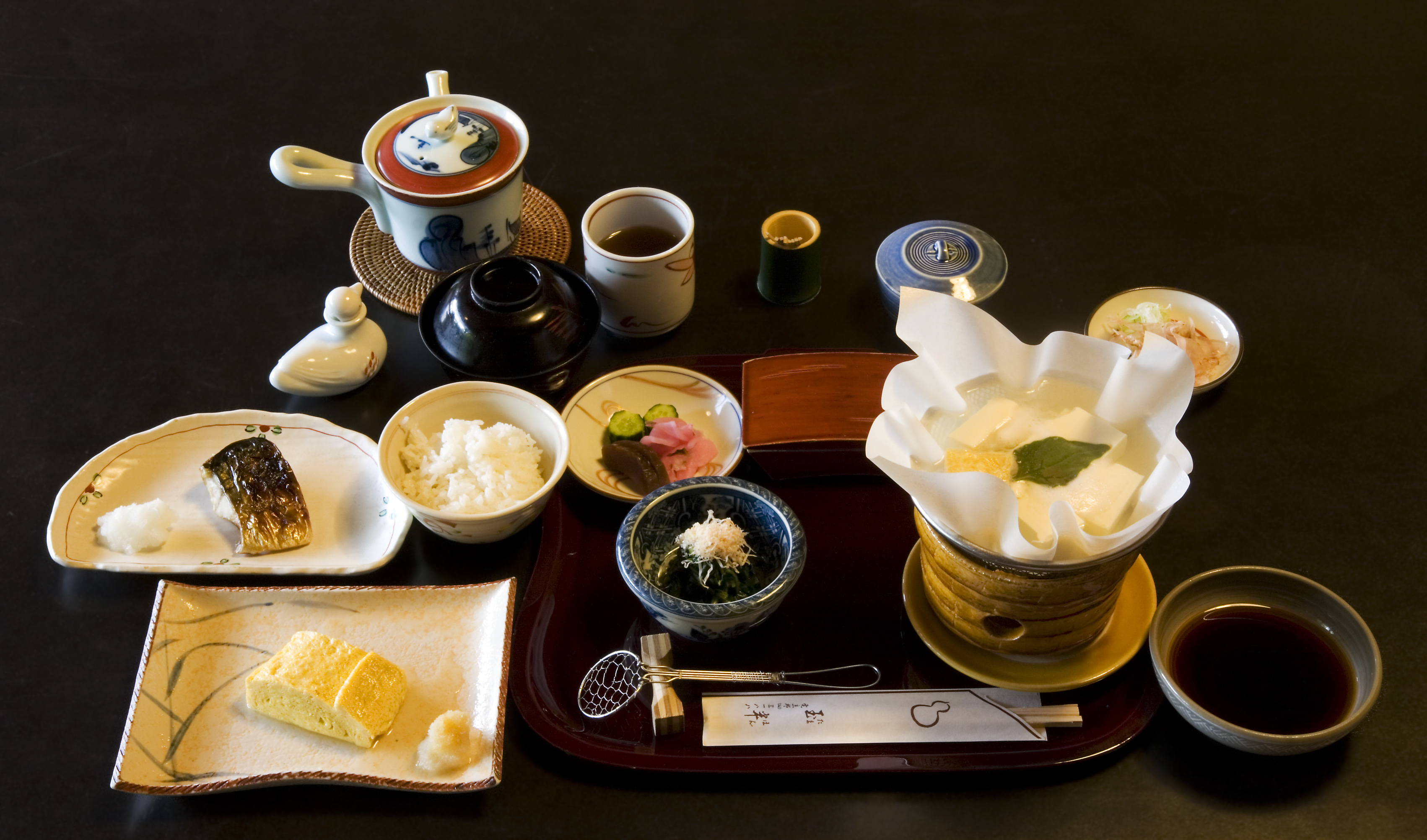
和食的一個例子：京料理。京都的日式旅館所提供的早餐，因為是京都風格的料理，所以味道要比一般的和食清淡許多。

關於和食的詞源有多種說法，一般來說，日本料理是基於米、魚為主的正常食物，而和食是基於擺在日本神靈牌位前的供品。
根據《古事記》和《日本書紀》，早在對火闌降命和神武天皇飲食的描寫中，就已經提到必須要用食物對神進行祭祀。根據聯合國教科文組織把和食認定為世界遺產的文獻，和食的其中一個特點是在每年舉辦的夏日祭典中，會用“大量吃飯”的方式來表達對日本自然神的感謝之情。
根據東京家政学院的發表的《聯合國教科文組織註冊和食》這篇文章，和食必須由米飯、湯、蔬菜和醃漬物組成，可採取蒸、煮、燉等無油的烹飪方法，多使用昆布、柴魚片、煮干等熬出鮮美的湯頭，最後加入盐、糖、味噌、芥末醬油、清酒、味醂、梅肉酱、柚子醋、柚子胡椒、檸檬汁等調料調出濃郁重口的味道。
從京料理（日本京都的地方菜）的分類法來看和食，可分為“取肴、造、御椀、燒物、揚物、焚合、香物”，一般也會按照這個順序訂製菜單，並根據當天的情況而變換一些蔬菜類食材。
- “取肴”指的是只有一口大小的冷菜，按照日本的春夏秋冬而做成不同的造型[23]。
- “造”就是“切生魚片”的意思，把切的刀法作為一種表演展現出來，切出來的生魚也可煮熟後再吃。
- “御椀”是指味噌湯，作為一道極具日本特色的菜品，它使用紅黑漆器的木碗，裏面盛有柴魚片、昆布煮的高湯，湯裏還有小塊的白身魚和螃蟹肉。
- “燒物”指的是一門“烤魚技術”，只用炭火烤，需要練得恰到好處，能利用餘熱把魚的內部燒熟才端上桌。
- “焚合”指的是“蔬菜做的菜”，例如奈良時代的茄子、蕪菁和大蔥，室町時代的白蘿蔔，江戶時代的毛豆、蓮藕、捲心菜、牛蒡、薩摩芋、竹筍、蕃茄，明治時代的洋蔥、秋葵，昭和時代的大白菜、青椒，有燉、蒸、烤等多種料理方法[23]。

### 日本料理與和食的區別

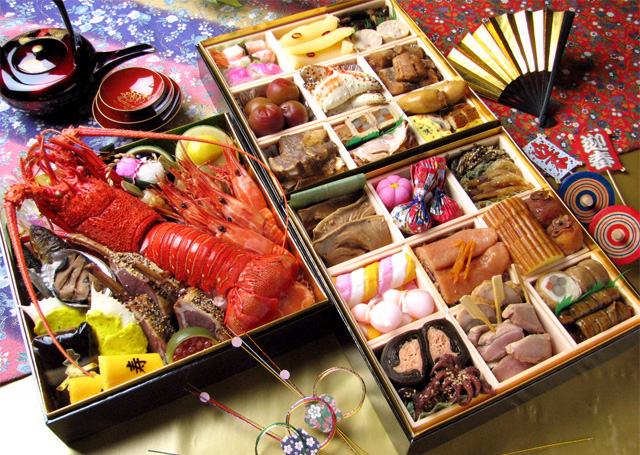
在祭典或節日中所吃的御節料理。利用豪華絢爛的食材、食器讓觀看者的視覺受到刺激。

“日本料理”和“和食”這兩個詞都是在明治時代為了和西方白人國家的“西餐”做出區別而創造的詞彙。“日本料理”對應“西洋料理”，而“和食”對應“洋食”，而之前的日本人直接用“料理”與“食”來形容自己的本土食物。
以一般日本人的觀感來說，“日本料理”更像是在料亭中出現的高級餐廳菜；而“和食”更像是包括餐廳菜、家常菜的，對日本傳統飲食文化的總稱。
20世紀初，“日本料理”四個字在文獻上的最早使用例子是1881年的5月20日，於《朝野新聞》刊登的文章中找到。在一項調查中發現，整個明治時代到大正時代，只有4本書上明確以“日本料理”為標題，特別是1904年的《和洋 家庭料理法》一書中，這本書更多的介紹日本的家庭料理，這與現代日本人認為的「日本料理比家常菜高級」的印象相反。1903年，村井玄齋所寫的《食道樂》一書中將日本料理和西洋料理進行了仔細對比，尤其在《食道樂·秋之卷》中介紹了100種米飯類菜色，其中明確標註為日本料理的有油揚飯、大根飯、栗飯等50種。
遲遲到20世紀中葉，“日本料理”一詞才在全日本普及開來，主要貢獻者是1898年（明治31年）石井泰次郎所著的《日本料理法大全》一書，這本書被認為是日本料理“文獻化”之祖。而同時期，“和食”卻沒有類似的書籍，所以能推斷出和食是在日本料理之後才出現的名詞。
到了21世紀，根據日本權威字典《廣辞苑》和《大辞泉》的詞彙库來看，有些版本甚至没有收录“日本料理”一詞，只有“和食”一詞，而在對和食這個名詞的解釋是寫成“日本風格的食物，即日本料理”，英文版寫為“Japanese-style meals. Japanese cuisine.”。這兩家字典都直接用“日本料理”来解釋“和食”，但對「日本料理」本身則沒有特別說明。可見日本的字典界認為“日本料理”的定義太過簡單，甚至不需說明，並承認“日本料理”的概念出現在“和食”的概念之前。

## 歷史

### 概述
現代日本料理的最大特點為“雅”，比起味道，更傾向於追求料理呈現的美感。和食也因而被評為眼睛的料理，“外觀過度適合欣賞，只是吃掉的話會倍感可惜”。日本料理的杯、碗、盤會採用櫻花、楓葉、松樹、假山、屏風、扇子、和紙、漆器等被稱為“日本風物詩”的紋樣，以此符合當下的季節。另外，日本料理的器具和烹飪形式受中原王朝如：唐朝和宋朝影響頗深，但其大部份原型於當代中國本土已然式微或失傳。，日本則因政策及地理因素保存了相對完整的文化樣貌。

### 具體演變
日本列島在彌生時代（公元前3世紀至公元3世紀）開始出現以水稻為主的農業，進入農耕時代。日本人在學會於固定的土地上種植食物後，也順便飼養了豬、牛、羊等肉食牲畜，並開始將主副食的概念分開。
飛鳥時代開始，日本就從朝鮮半島輸入大量文化，尤其以百濟為最多。此時的日本人學會了釀酒、醃漬、發酵等料理方式，這種在食物中添加重鹹口味的佐料而形成一道菜的做法，奠定日本菜的基礎。
奈良時代，日本社會的造船技術崛起，日本的上層貴族逐漸拋棄原來的朝鮮半島的文化，改為和中國直接交流。中國的炒菜、油炸、宴席、碗盤等文化也在此時引進日本。由於當時佛教伴隨著中國文化傳入日本，故而天皇禁止全日本吃肉，佛教中的素菜則成為最好的替代品，頗受日本貴族的歡迎。日本料理從此視過度烹飪的料理為低俗，視自然原味、少油少鹽的料理為高雅。
直到室町時代，中國的襌宗和茶葉文化透過朱印船貿易二次傳入日本，在日本融合出一套有別於中國的茶道文化。同時，來自葡萄牙的傳教士也把歐洲菜帶入日本，例如天婦羅、金平糖、卡斯特拉等，在短時間內被日本人改造為傳統日本飲食的一部份。
虽然在江戶時代之前，日本列島料理的概念早已存在良久，但是江户时代是目前日本料理的“和食”成為一種獨立體系的最主要階段。江戶時代的日本因為經濟發達、社會穩定、外交和平，加上封建等級的管束並不嚴格，所以“庶民”的創作自由非常高。在此前提下，在江戶時代爆發出的數量驚人，且帶有濃厚日本特色的美食。一些能生產卓越美食的廚師，其生命還會受到德川幕府的親自保護，導致日本人普遍對食物產生“尊敬、不能浪費”的心理。在江戶幕府存在的264年中，朝廷贵族、武士、商人、農民這四個階級逐漸演化出了懷石料理、本膳料理、卓袱料理、会席料理，加上全日本都會吃的素食“精進料理”，這五大料理構成了現代“和食”之基礎。
在19世紀末至20世紀初期，日本進入明治時代。大批原屬於歐美的食物正式輸入日本，日本人就趁此機會將当时的西方料理本土化，在西升東降的思維下催生出一波創新風潮。最終在20世紀中期的大正時代，日本完成普通家庭也可食用的“日式洋食”系統。至此，日本的“和食”和“洋食”雙雙構建完成，之後就不再發生顛覆性的改變。
直至今日的21世紀，來自世界各地美食也都存在於日本人的正常生活之中，日本國民對外國料理的包容度非常之高，這反過來也促使了歐美人在短時間內能接受日本食物。在國際觀感上，日本料理能以亞洲菜的身分成功超越大多數歐美菜系，成為西方人眼中的高級料理之一。

## 菜式
日本料理中较有特色的代表包括握壽司、味噌湯、刺身、清酒、便当、納豆、天妇罗、章魚燒、竹輪、荞麦麵、牛丼、拉麵（ラーメン）、烏龍麵，以及摆设得非常精致的怀石料理等。传统的日本料理以米饭為主食，然后配上鱼、肉、蔬菜或酱菜等其他菜肴和湯。此外也有改良自東南亚、欧洲等地的食物但同样颇受欢迎的例子，如日式咖喱飯（カレーライス）、日式豬排飯、土耳其飯（トルコライス）、日式拿坡里義大利麵（ナポリタン）和台灣拉麵（たいわんラーメン）。
日本料理中較傳統的料理使用了菜肴的数目来命名，例如日本餐膳當中最简单的是一汁一菜（單菜餐），内容是一碟酱菜（通常是醃黄蘿蔔），一碗饭以及一碗汤，传统的日本早餐就是“一汁一菜”的代表，通常包括了味噌汤，米饭和一碟酱菜。懷石料理的頭盤有時候也會被稱呼作「一汁一菜」。而最常见的料理叫作一汁三菜（三菜餐），包括了汤，米饭和三碟用不同方法煮出来的菜。这三碟菜通常是一碟生鱼片，一碟烤菜，和一碟水煮菜，有的则是蒸菜，炸菜，醋菜，或是淋上酱料的菜，另外附上绿茶和梅乾等醬菜。
除了沖繩和北海道以外的日本人在明治时代前有一段頗長的时间甚少食用獸肉，僅在日本武士在外捕獵到野獸時才會食其肉，直至1872年1月24日，明治天皇宣布廢除肉食禁令並親自食用牛肉，才終結了一般日本人不吃獸肉的歷史。现在的日本料理大多含有肉類，如牛肉、猪肉和鸡肉等都是日常料理中经常出现的食材。
由于日本是海岛型国家，日本人相当喜好海产品，因此生食成為了日本料理當中的一項特色，例如鮪魚、鲑鱼、河豚、章鱼、贝类、虾蟹类和海草等海產物均可以作刺身食用，甚至牛肉、馬肉、雞肉和雞蛋都可以生食入菜。
關東和關西的日本料理存在不少差異，例如關西人較喜歡清淡的菜式，如烏龍麵和白味噌煮圓年糕等，而關東人則偏好較濃口味的蕎麥麵和高湯煮長方形年糕。
源自中国的麵條是日本料理很重要的一部份，當中荞麦麵和烏冬麵這两种传统的麵條比較受歡迎，汤底通常是用鱼类煮成的高湯加入酱油调味以及加上不同种类的蔬菜。另一種很受欢迎的麵类是在20世纪早期由中国传入的拉麵。拉麵使用的汤底有许多种，比如用鱼类和酱油煮成的高汤，或是猪肉和奶油煮成的高汤。日本人引进的中国食品直接使用汉语名称，中国菜式則完全用中文汉字標示，再加上日文假名注音。
虽然日本人通常不吃虫类，但是某些地區也會以昆蟲入餚，例如日本山區鄉間就經常食用佃煮蚱蜢、蜜蜂和石蠅等幼蟲（ざざむし）。

### 擺盤
日本飲食以重視外觀出名，因此曾被喻為「眼睛的料理」，是一門體現美學修養的擺放藝術，另一方面觀看主廚表演處理食材和烹飪也是這種相見歡廚房文化的特色。日本料理一向都被认为是一丝不苟、十分精细的美食，好的日本料理除了要能善用四季的新鲜食材之外，更要能发挥食材的天然美味，所以不论是高汤、调味、刀工、烹调方式都是以保留食物的自然原味为前提。因為傳統和食以保留食物的自然原味的風貌為主，一般並不會有調味過重的問題，加上食材普遍熱量低，對於抑制肥胖或是心血管疾病都有很不錯的功效。
和食的食材新鮮多樣，裝盤貼合自然風物，並且被認為能體現四季的分明、地理多樣性以及日本人尊重自然的精神，營養均衡，也與正月、插秧等傳統節慶密切相關，代表了日本獨有的價值觀、生活樣式和社會傳統。由於日本人深信食材有各自最佳時令（日語稱「旬」╱しゅん），加上日本在四季均產出不同的農作物，因此日本料理經常會因照該季節的時令農產物而有所不同。日本料理店在不同季節的菜單也會有微妙的變化，例如春天竹筍當造，就會有若竹煮。

### 分類
日本料理品種主要按照烹調方法來分類，主要分為前菜、煮物、蒸物、揚物、燒物、鍋物、吸物、麵條、米飯等。
- 前菜（日語又稱）：即是冷盤，可細分為酢物、漬物、沙律等，此外也包括了小酒菜（日語稱）。
- 煮物：用燉煮或紅燒方式烹調的菜肴，可按顏色分為白煮、櫻煮、青煮、照煮、豔煮，也可按形狀和風味分類為方塊煮、丸煮、姿煮、殼煮、鹽煮、醋煮、味噌煮、醬油煮、咖哩煮、大和煮和關東煮等。
- 蒸物：指以清蒸方式烹調的菜肴，能夠保持食物的原汁原味和做到清淡鮮嫩的口感。大部分的蒸物是以魚類、海鮮以及雞蛋為原料。蒸物可按調味料或容器分類為酒蒸、鹽蒸、酢蒸、殼蒸、土瓶蒸和茶碗蒸等。
- 揚物：揚物在華人裡常稱為炸物，可能因爲揚物兩字不易理解，也可能因爲發音不雅，是油炸類的菜肴。
- 燒物：即燒烤，可大致分為直火燒（直接與火接觸）和間火燒（與火分隔開的燒烤），例如鐵板燒和日式燒肉。
- 鍋物：即火鍋，各地有不同的特色，如北海道有石狩鍋，名古屋有雞肉鍋等。日本較具特色的鍋物包括了土手火鍋、涮涮鍋和壽喜燒（日語：すき焼）等。
- 刺身：即生魚肉片，例如三文魚刺身
- 吸物：即湯，分為先碗和止碗兩種，主要功能是在嚐另一道菜前先清除前一道菜的味道，所以味道較清淡。較為著名的吸物有味噌汁、海帶芽汁和鯛魚頭湯等。
- 麵條：主要有拉麵、蕎麥麵和烏龍麵三大類。
- 米飯：日本料理的主食傳統以茶泡飯、丼物和飯團為主，現代也包括日式咖哩飯。

## 食具
日本人進食的食具通常是小碗，以及從中國引進、但改造得更小巧精细的筷子（日语：箸）。

## 节庆饮食
聯合國教科文組織在評價和食的時候形容其為「一套關於準備與享用食物及尊重自然的綜合技巧、知識和傳統，特別是在日本新年的慶祝活動中，它會以一種特殊晚宴的形式出現，新鮮的食材以精美的擺盤形式呈現出來。這些食物在家庭成員或各個團體之間共同分享。關於和食的基本知識和技術，會通過一家人共同晉餐而傳承下來。」
日本人节庆时常食的传统食物包括年糕（新年），粽子和柏餅（端午、即男孩节），蒲燒（土用丑日），月见团子（中秋），紅豆飯（七五三節）和红白馒头（办喜事時吃）。

## 甜點和小吃
日本當地的傳統甜點-和菓子和羊羹（ようかん Yōkan），外觀作工精細，一般搭配日本茶道食用，和菓子和羊羹也會隨季節不同出現不同變化，另外也有外觀樸實平價的小點心包括鯛魚燒、今川燒、銅鑼燒和章魚燒。
除了傳統點心外，至明治時代開始進入日本的西式甜點也一樣在日本人的巧手下發揚光大，為了與傳統甜點做區別，日本將這些西式甜點統稱為-洋菓子，作法也開始跟傳統歐式甜點出現差異，例如歐式甜點很少使用鮮奶油、同時蛋糕切法也不會像日本那麼工整...等等，一些看似來自歐美的西式甜點其實也是由日本人所研發出來的，如草莓鮮奶油蛋糕和蜂蜜蛋糕（カステラ Castella）。

## 影響

### 台灣
日治時期，日本料理開始在臺灣各地城鎮發展，許多受日本教育或者知識階層的臺灣人開始接觸日本料理，到戰爭時期，因物資缺乏，採行配給制後，味噌、柴魚成為配給物之一，日本料理慢慢進入臺灣人的生活中。
由於烹調方式與口味和臺灣既有食物相似，相當嵌入台灣日常生活。在2018年的十大熱門異國料理調查中，日本料理成為台灣人聚餐首選。

### 韓國
包括紫菜包飯跟釜山魚糕一般也被認為是日治時期從日本料理演變而來的韓國料理。

## 調味料與香辛料
- 鹽
- 醋
- 醬油：日本料理中佔有極重要的地位。
- 味噌：日本的傳統調味料。
- 味醂：一種獨特的調味酒。
- 山葵
- 蔥
- 生薑
- 辣椒
- 山椒
- 紫蘇
- 高湯

## 相片集

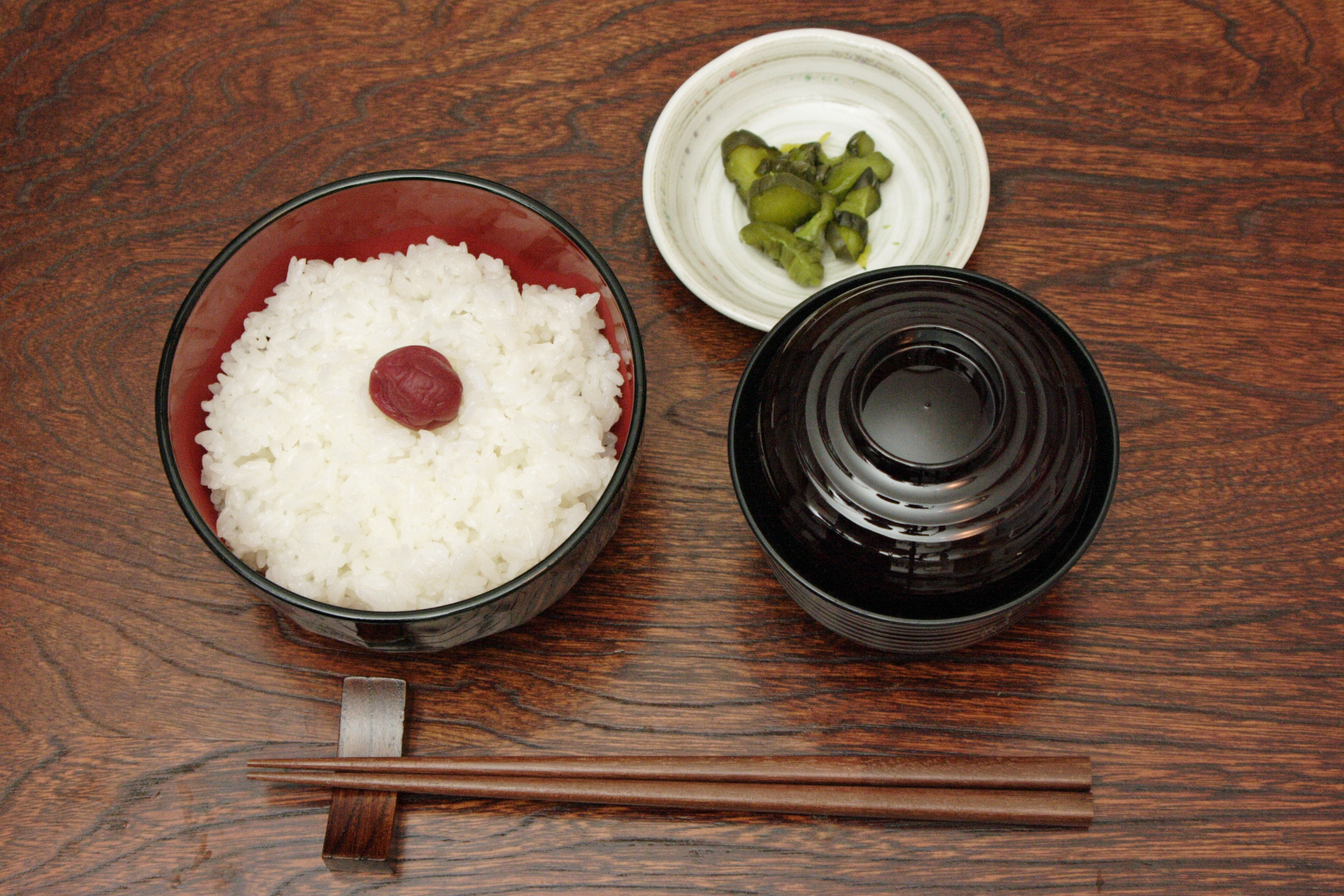
「一汁一菜」：飯、湯以及醬菜
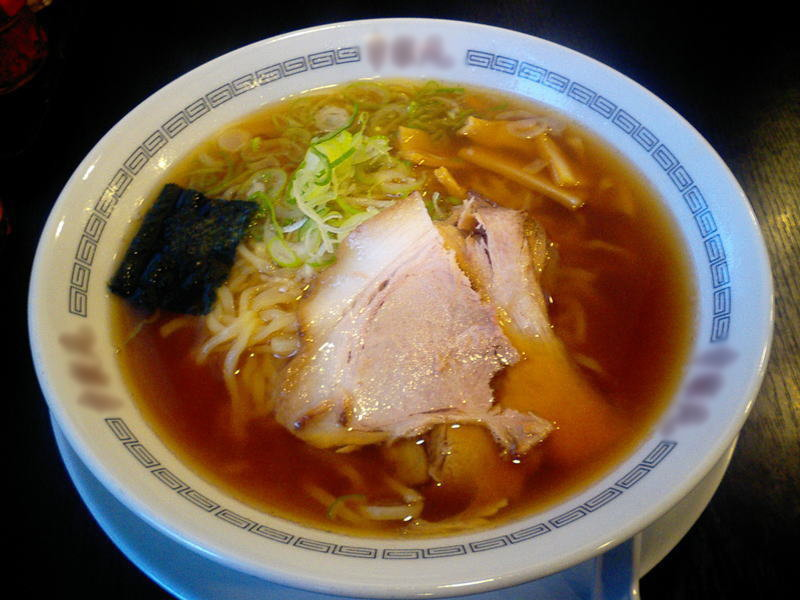
日本拉麵
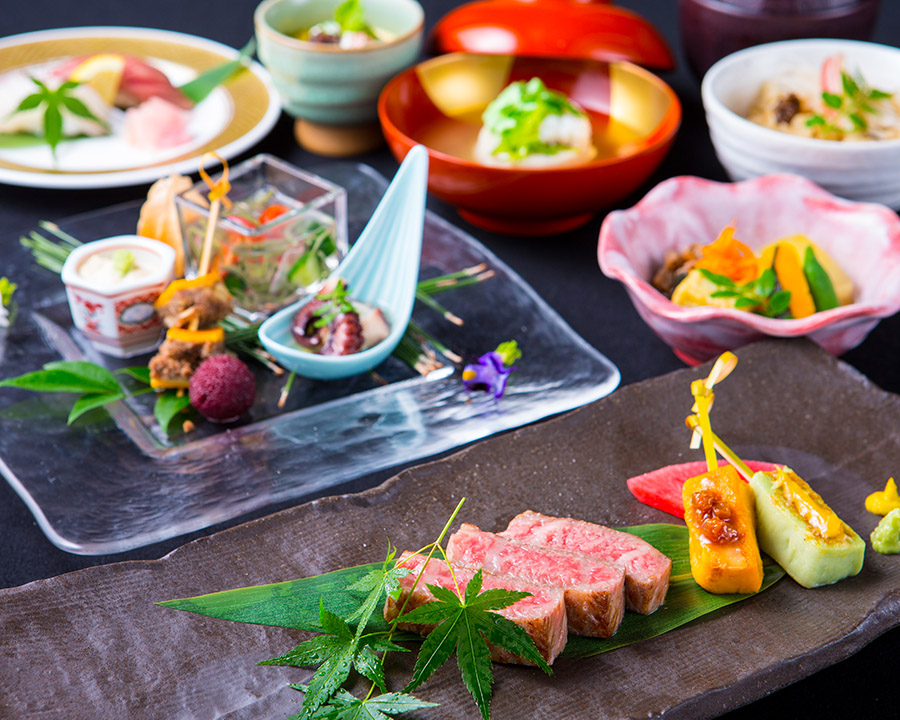
神戶牛排
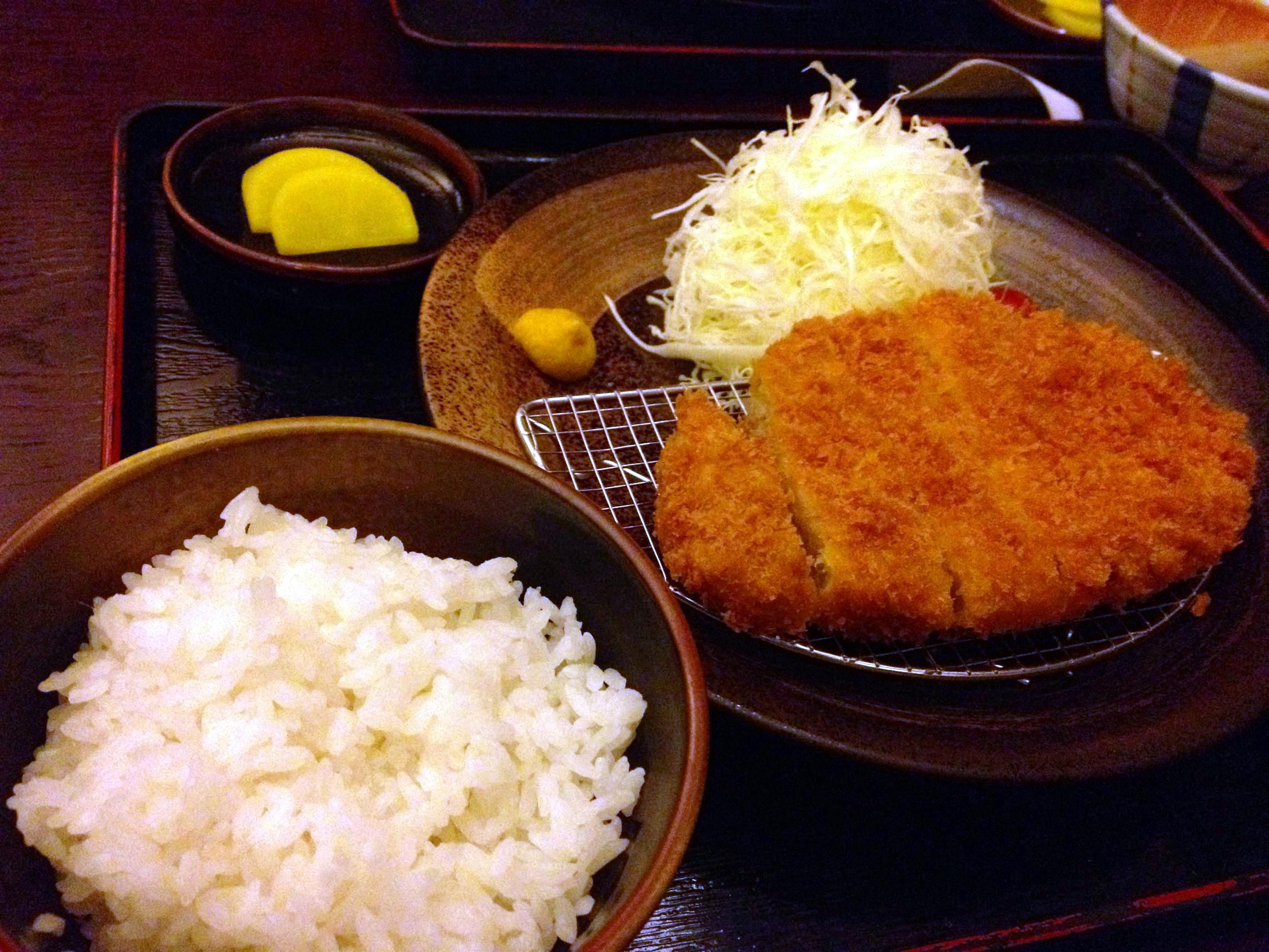
吉列豬排套餐，是日本現代化的豬肉料理
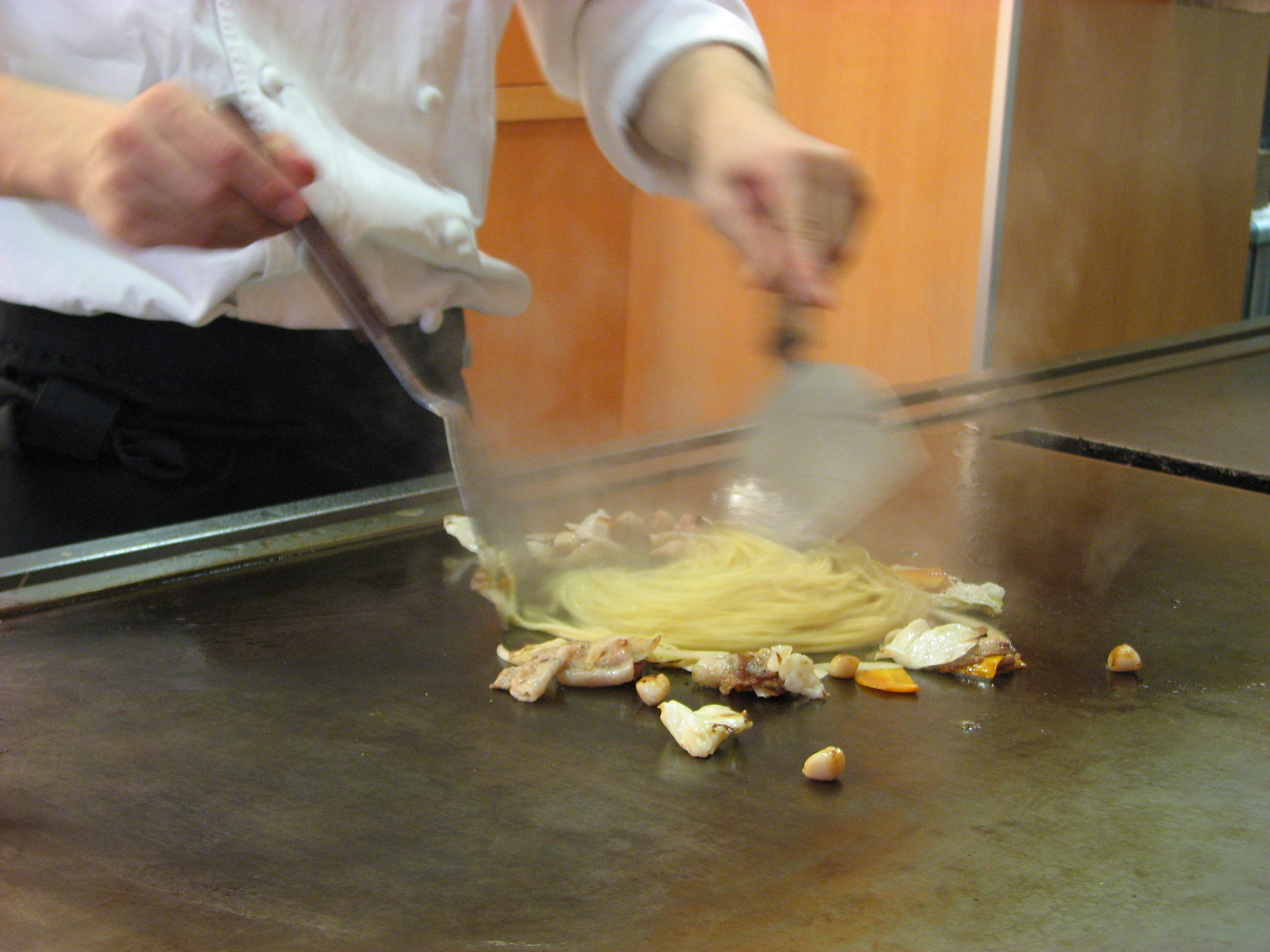
鐵板燒，展現了料理人與食客面對面的獨特文化
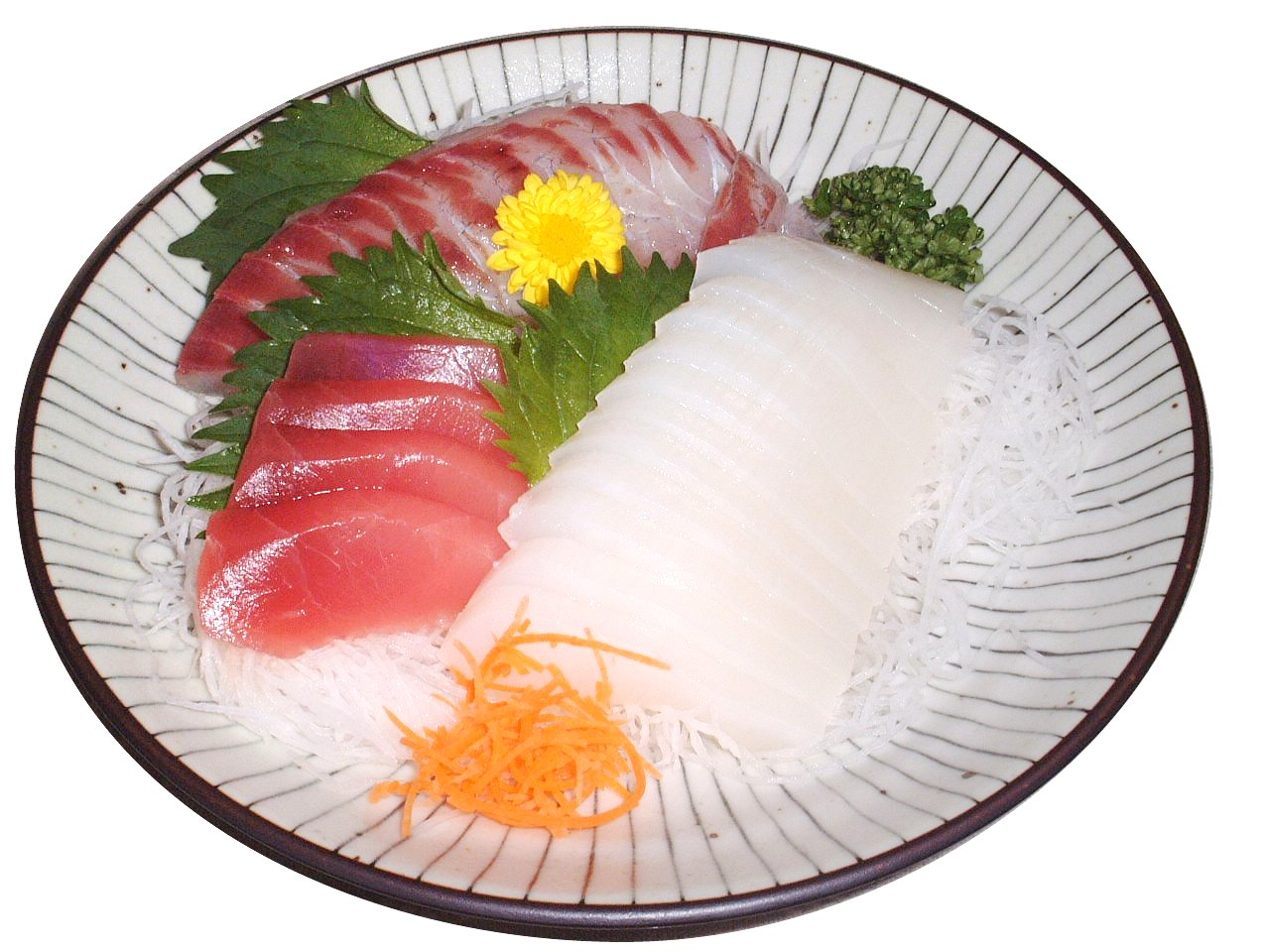
日本料理的特色菜：生魚片（刺身），先進的冷凍技術引起了風潮

## 延伸閱讀
- 岩村暢子. . nippon.com. 2014-04-21  [2025-08-07] （中文（繁體））.
- 姬田小夏. . nippon.com. 2024-11-29  [2025-08-07] （中文（繁體））.
- 太田奈緒未. . nippon.com. 2020-04-28  [2025-08-07] （中文（简体））.
- Haas, Scott. . Gastronomica. 2017-05-01, 17 (2): 1–4. JSTOR 26362434. doi:10.1525/gfc.2017.17.2.1.